# Rêves (film)

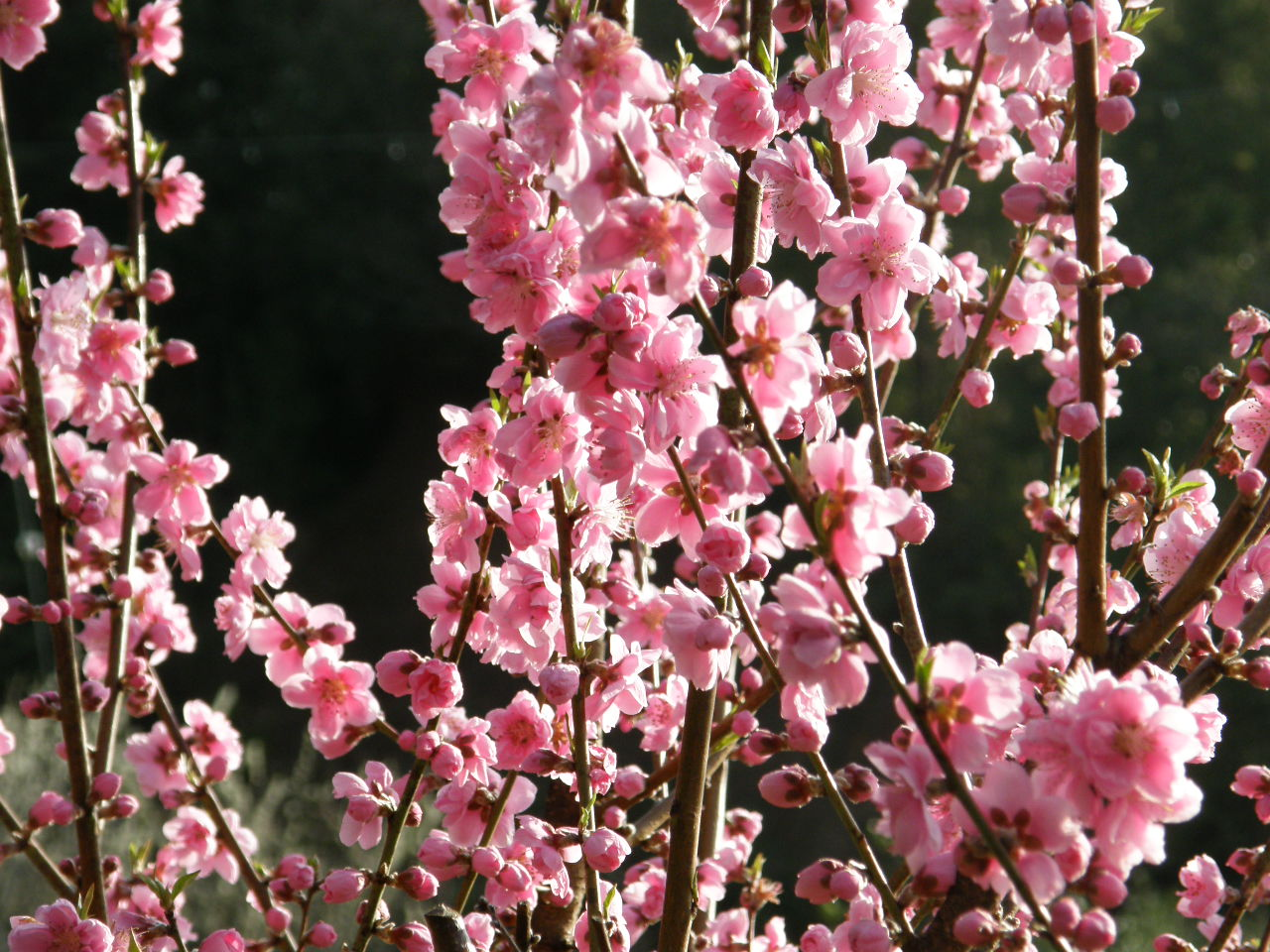
Pêcher en fleur.

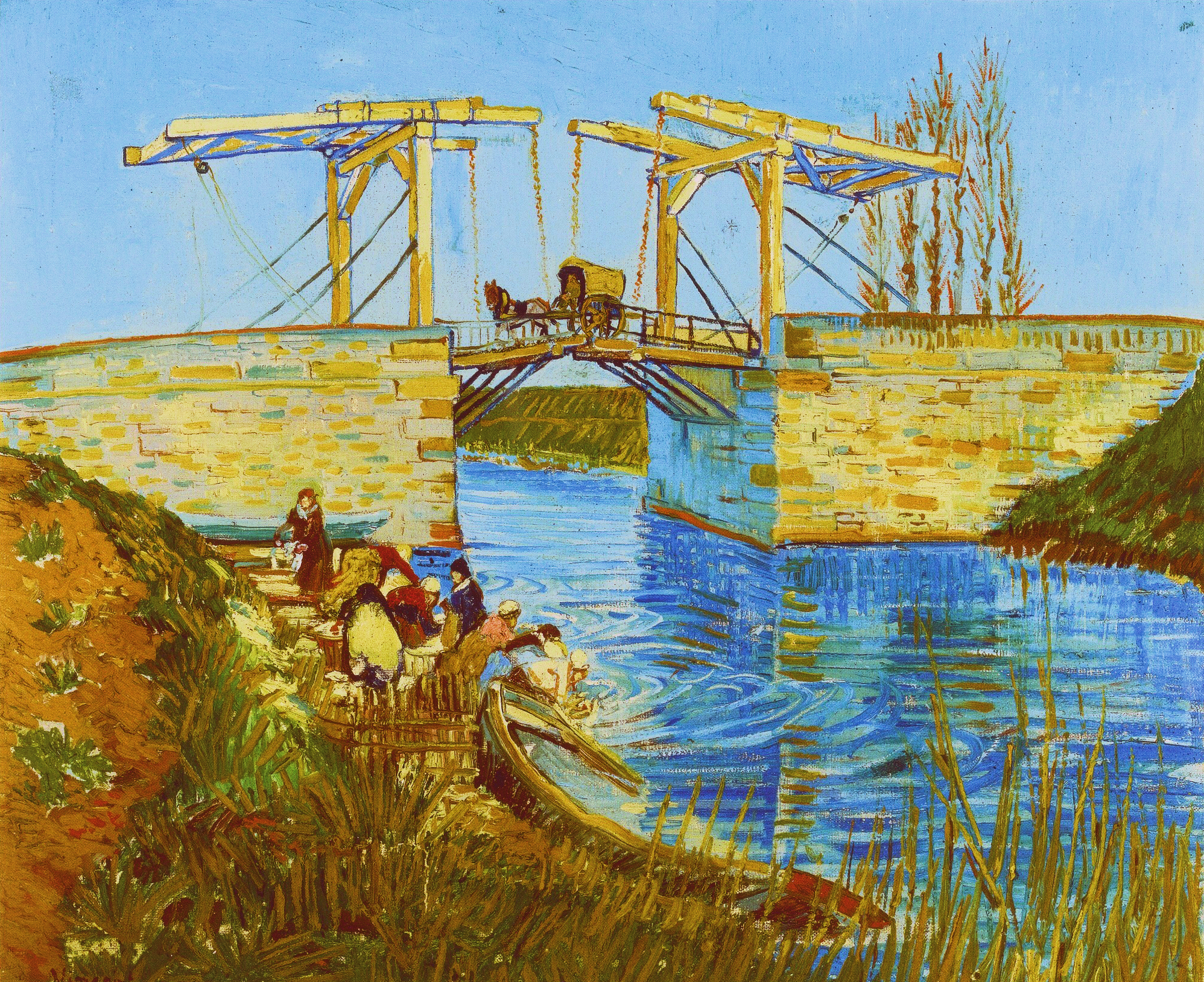
Le pont de Langlois, peint par Vincent van Gogh, apparaît dans Les Corbeaux.

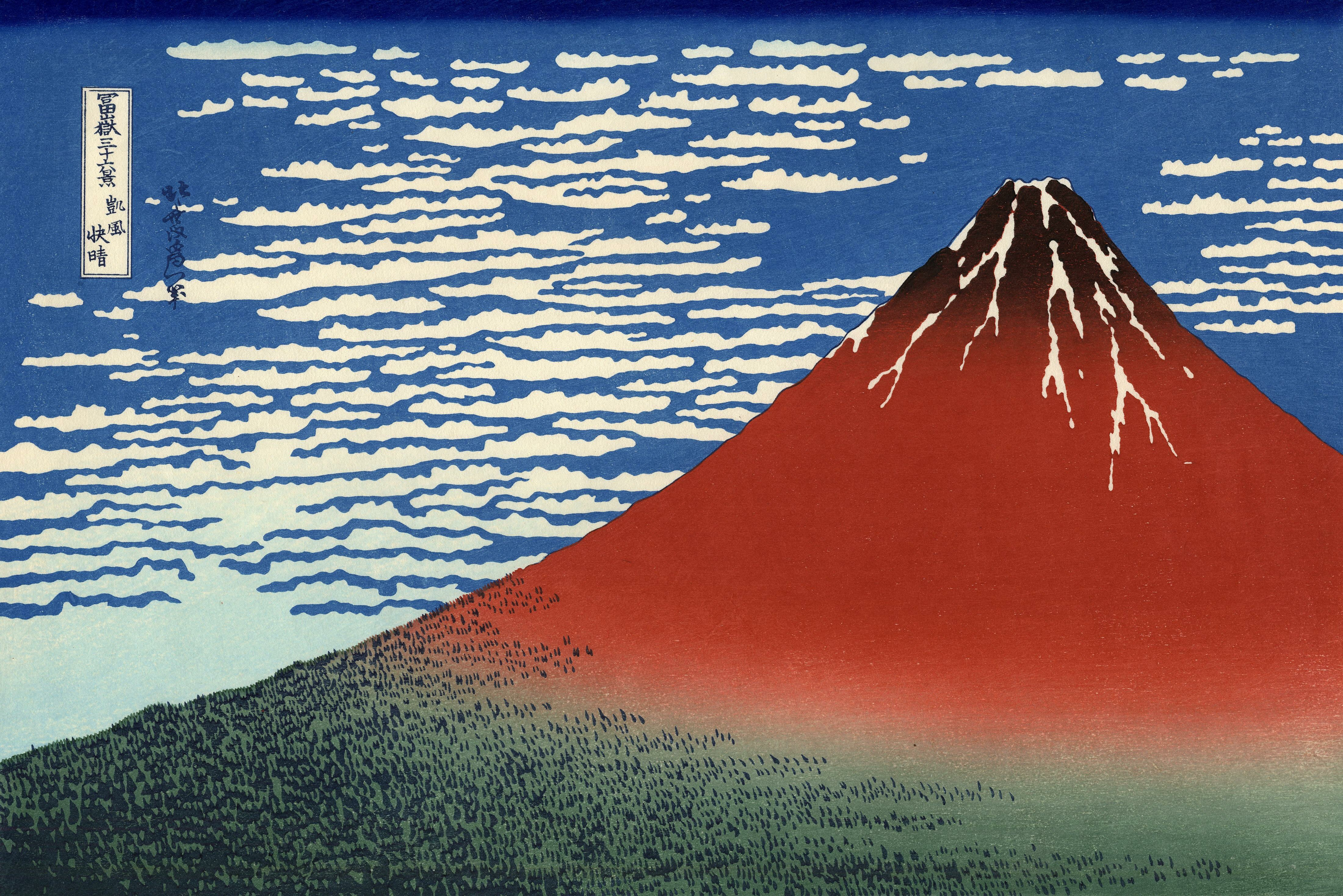
Le mont Fuji en rouge, Trente-six vues du mont Fuji, Hokusai.

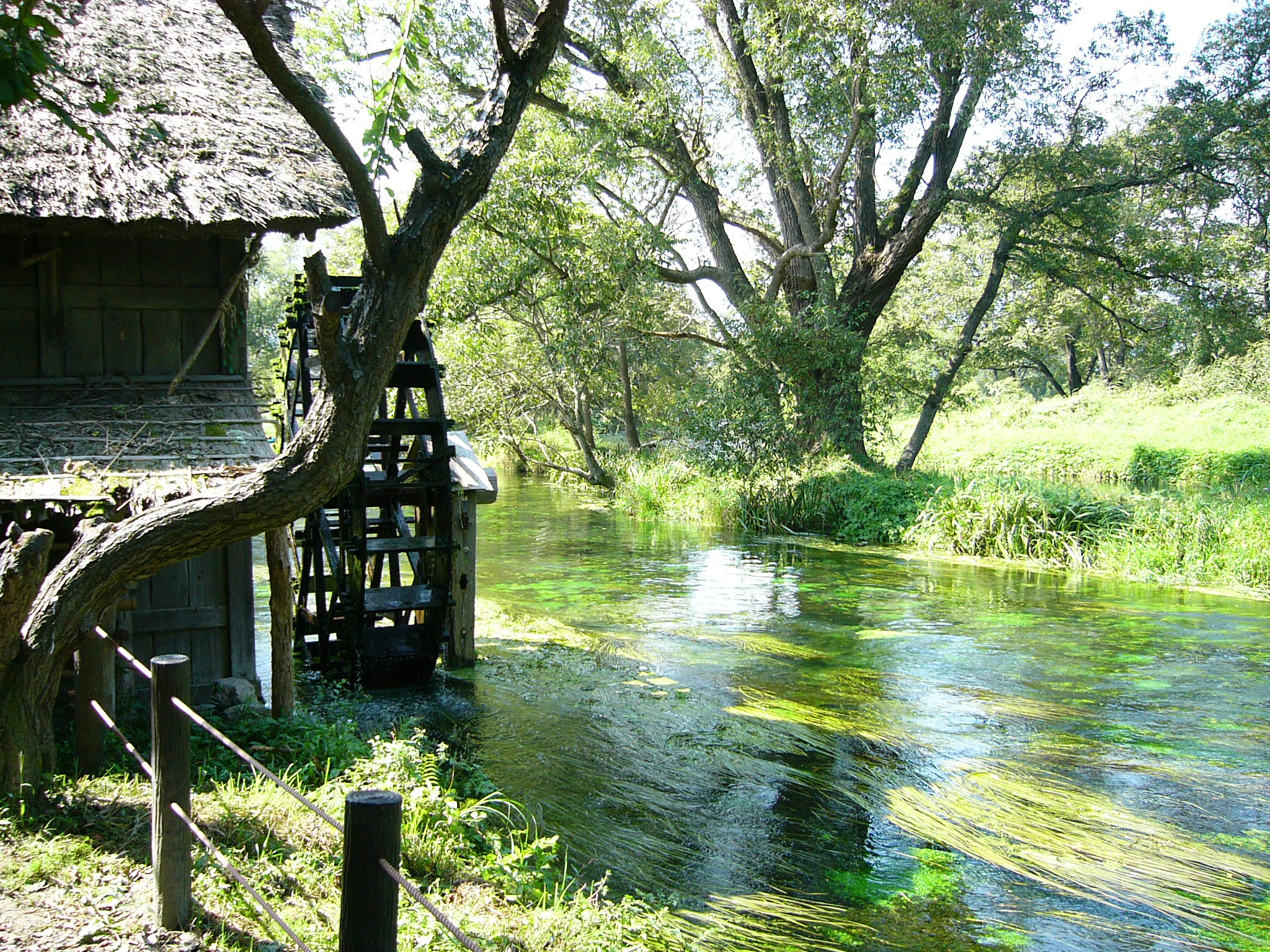
Daio wasabi farm, lieu de tournage du dernier sketch.

 (mars 2022).
Pour les articles homonymes, voir Rêves et Dream.
Pour plus de détails, voir Fiche technique et Distribution.
Rêves (夢, Yume) est un film japonais réalisé par Akira Kurosawa, sorti en 1990. Ishirō Honda est crédité en tant que consultant à la création.

## Présentation
Réalisé en 1989, ce film est composé de huit courts-métrages, huit « rêves-cauchemars » d'Akira Kurosawa lui-même. La structure du film est ainsi celle d'un film à sketches qui se compose de :
1. Soleil sous la pluie : Toshihiko Nakano (« Moi » à 5 ans), Kiku No Kai Dancers (les renards) ;
2. Le verger aux pêchers : Mitsunori Isaki (« Moi » jeune garçon) ; Misato Tate (la fée des pêchers) ;
3. La tempête de neige : Akira Terao (« Moi ») ; Mieko Harada (la fée des neiges) ;
4. Le tunnel : Akira Terao (« Moi ») ; Yoshima Zushi (soldat Noguchi) ;
5. Les corbeaux : Akira Terao (« Moi ») ; Martin Scorsese (Van Gogh) ;
6. Le mont Fuji en rouge : Akira Terao (« Moi ») ; Hisashi Igawa (l'ingénieur) ;
7. Les démons rugissants : Akira Terao (« Moi ») ; Chosuke Ikariya (le démon) ;
8. Le village des moulins à eau : Akira Terao (« Moi ») ; Chishū Ryū (le vieillard).

Chaque court-métrage, plus ou moins long, met donc en scène un rêve de Kurosawa, soit quand il était enfant, soit à l'âge adulte : on pénètre ainsi dans l'intimité profonde du maître. Il nous expose ses peurs (la guerre, l'arme nucléaire, l'industrie nucléaire, la pollution de la planète) mais aussi ses passions (la peinture de Vincent van Gogh, avec un Martin Scorsese méconnaissable dans le rôle du peintre), la nature, notamment les arbres, les fées et autres personnages fantastiques…

## Fiche technique
- Titre : Rêves
- Titre original : 夢 (Yume)
- Réalisation : Akira Kurosawa et Ishirō Honda (consultant à la création)
- Scénario : Akira Kurosawa et Ishirô Honda
- Production : Seikichi Iizumi, Mike Y. Inoue, Hisao Kurosawa, Allan H. Liebert et Steven Spielberg
- Musique : Shin'ichirō Ikebe
- Photographie : Takao Saitō et Masaharu Ueda
- Montage : Tome Minami
- Décors : Yoshirō Muraki et Akira Sakuragi
- Costumes : Emi Wada
- Société de production : Akira Kurosawa USA
- Société de distribution : Warner Bros. Entertainment
- Pays d'origine : Japon - États-Unis
- Langue : japonais, français et anglais
- Format : Couleurs - Dolby - 35 mm - 1,85:1
- Durée : 119 minutes
- Date de sortie : 11 mai 1990 (France)

## Distribution
Légende doublage : VF = Version Française
- Akira Terao : « Moi »
- Mitsuko Baishō (VF : Martine Irzenski)[1]: mère de  « Moi »
- Toshie Negishi : mère portant son enfant
- Mieko Harada : la Fée de la neige
- Mitsunori Isaki : « Moi » enfant
- Toshihiko Nakano : « Moi » jeune enfant
- Yoshitaka Zushi : soldat Noguchi
- Hisashi Igawa : ouvrier de la centrale nucléaire
- Chosuke Ikariya : démon rugissant
- Chishū Ryū : vieil homme
- Martin Scorsese : Vincent van Gogh

rôles secondaires
- Noriko Honma

## Thèmes
Plusieurs thèmes sont récurrents :
- L'enfance

Dans Soleil sous la pluie, un enfant transgresse un interdit : il se cache pour voir les renards se marier dans la forêt. L'exil forcé sera sa punition. L'interdit fascine et finit par l'emporter. Ce premier rêve peut faire référence à l'enfance de Kurosawa, dont le destin bascula dans une salle de cinéma, malgré l'interdiction de son père militaire.
- La guerre

Dans Le tunnel, le réalisateur s'exprime sur la tristesse et l'absurdité de la guerre. Un officier revenu du champ de bataille, croit voir — au propre, comme au figuré — le bout du tunnel, la fin de l'horreur. Mais les fantômes des disparus qui étaient sous ses ordres le rattrapent. Ils incarnent la torture du sentiment de culpabilité que ressent un homme convaincu qu'il est responsable de leur mort. « Héros, vous avez eu une mort de chien ! », leur dit-il en pleurant avant de les supplier de repartir.
- La peinture et Van Gogh

Dans Les Corbeaux, Kurosawa rend hommage au peintre Vincent van Gogh. L'utilisation des effets spéciaux permet au spectateur de se retrouver au cœur des tableaux, en suivant le jeune Kurosawa à la recherche, puis dans la rencontre avec le peintre, dans des paysages somptueux.
- L'approche de la mort

Kurosawa est âgé de quatre-vingts ans quand il réalise ce film. Dans Le Village des moulins à eau, les habitants vivent au milieu de la forêt avec l'énergie hydraulique et meurent centenaires. Même la mort naturelle y est célébrée comme une fête, voire une leçon de vie, car elle n'est pas considérée comme une fin injuste, mais comme la renaissance d'un cycle.
Dans La Tempête de Neige, il est question de la volonté de survie de trois montagnards.
Le thème de la mort est également présent dans Le Tunnel.
- La destruction de l'environnement

Les autres rêves ont pour fil conducteur le problème de l'anéantissement de l'environnement par l'homme. Dans Le Verger aux Pêchers, face aux âmes des arbres fruitiers abattus, le petit Akira pleure parce qu'il ne peut plus se délecter de leurs pêches : c'est le spectacle des arbres en fleurs qui lui manque, car « s'il est facile d'acheter des fruits, où peut-on acheter tout un verger fleuri ? ».
Le ballet des pêchers montre des chorégraphies typiquement japonaises dont le lyrisme célèbre la beauté de la nature.
- La pollution et les dangers du nucléaire

Les angoisses de Kurosawa sur la pollution explosent à l'écran dans les cauchemars Le Mont Fuji en rouge et Les Démons gémissants. À la suite de l'explosion d'une centrale nucléaire, le mont Fuji s'écroule, et tout l'archipel sombre dans le néant. Le réalisateur, à présent incarné par un adulte, sorte de touriste candide découvrant le monde de ses rêves, lutte en agitant désespérément sa veste pour repousser les horribles nuages radioactifs « technicolorisés ».
La peur de la bombe atomique et les ravages du nucléaire reprennent de plus belle dans Les Démons Gémissants, vision de l'enfer dans lequel les hommes, devenus de misérables démons cornés à cause de leurs excès destructeurs, sont condamnés à errer et à se dévorer entre eux.
Kurosawa abordera de nouveau ce thème dans son film suivant, Rhapsodie en août.
- Nature et écologie

Pour rompre radicalement avec le pessimisme des rêves précédents, le film se termine avec légèreté sur un beau songe utopique : et si l'homme réapprenait à vivre en totale harmonie avec la nature ?
Le point commun entre ces petites fables est l'écologie, le métrage tout entier résonnant comme une ode à la nature. « Les gens d’aujourd’hui ont oublié qu’ils étaient parcelle de la nature » énonce un vieil homme dans Le Village des moulins à eau. 
Au fil des sketches, Kurosawa montre ce que l'Homme peut faire de mieux (vivre en harmonie avec la nature) comme de pire (l’altérer).

## Analyse
Kurosawa signe une série de courts-métrages autobiographiques au travers de rêves. C'est dans cet aspect autobiographique que surgit la part importante de la culture japonaise. Kurosawa est avant tout un Japonais, élevé dans une famille de descendant de samouraïs avec des codes et des valeurs qui perdurent. Il est donc tout à fait intéressant de montrer l’influence de cela dans ses courts-métrages.
Le folklore japonais est également présent dans les huit courts-métrages :
- Soleil sous la pluie

Ce sketch évoque la légende du kitsune n'yomeiriou, le mariage des renards. Selon la tradition, les renards (kitsune) se marient lorsqu'il pleut avec un ciel dégagé. L'événement est un bon augure, mais les renards punissent ceux qui assistent aux noces sans être invités.
- Le verger aux pêchers

Hina Matsuri (littéralement « fête des poupées ») est une fête qui a lieu au Japon le 3 mars, jour consacré aux petites filles. Les jours précédant le 3 mars, les petites filles japonaises exposent de précieuses poupées posées sur des petites estrades à plusieurs niveaux. Ces poupées spéciales, qui se transmettent de génération en génération, sont rangées dans un carton tout le reste de l'année. Elles représentent des personnages de la cour impériale de l'ère Heian.
Les kami des pêchers coupés apparaissent à l'enfant sous forme de personnages d’époque représentés comme les poupées de la fête en question.
- La tempête de neige

Kurosawa offre dans ce court métrage sa version de la fée des Neiges (Yuki Onna). Très populaire, la Yuki Onna, ou femme des neiges, apparaît dans les nuits glaciales et enneigées comme une grande et belle femme aux longs cheveux, mais à la peau très pâle. Son regard inspire la terreur et elle semble prendre plaisir à congeler tout voyageur imprudent perdu dans la neige. Certains contes lui attribuent même la faculté d'aspirer l’essence vitale de ses victimes au travers du contact charnel. Elle semble avoir le pouvoir de flotter au-dessus de son élément, ne laissant aucune trace, ou même de se transformer en un nuage de neige.
- Le tunnel

Le tunnel symbolise le passage du monde des vivants au monde de l'au-delà, celui des rêves et des cauchemars. Le réalisateur met en scène des Bakemono, fantômes ou revenants. Ils occupent une place importante dans la littérature asiatique, le théâtre, et dans les manga. Ils ne sont pas forcément vengeurs ou maléfiques comme en Occident ; ce sont plutôt des âmes en peine qui ont besoin qu'on les aide à trouver le repos.
- Le mont Fuji en rouge

Kurosawa met en scène une peur typiquement japonaise, celle de l'éruption du volcan : le Mont Fuji. Le volcan fut très vite vénéré comme un kami, c’est-à-dire une divinité. Il réunit à la fois les symboles du Ciel, de la Terre et du Feu et inspire des sentiments de crainte, de danger et, malgré tout, de paix. Son éruption serait donc divine, pour les Japonais, une sorte de colère divine, de la nature, une punition. Elle rappelle que les Japonais ne contrôlent pas la nature et qu’elle peut se retourner contre eux.
- Les démons rugissants

On peut voir chez les démons rugissants (humains victimes des conséquences nucléaires) des Oni. Dans le folklore traditionnel japonais, les Oni ont très mauvaise réputation. Ils symbolisent le démon ou le diable à la japonaise. Le mot est passé dans le langage courant pour signifier « mauvais esprit » ou « démon » de manière générale.
- Le village des moulins à eau

Ce court-métrage illustre une conception de vie idyllique : respecter la nature, vivre avec ses ressources, célébrer la mort comme une fête. On y voit la mise en scène d'une marche funèbre où la joie et les chants sont de rigueurs, bien loin des enterrements occidentaux.

## Technique et réalisation
Au départ, le cinéaste japonais désirait faire dix sketchs, mais deux ne furent pas tournés pour des raisons techniques. Japonisant ses clichés, et les juxtaposant avec un ordre esthétique quasi occidental — les noms de Steven Spielberg, George Lucas et Martin Scorsese au générique y sont peut-être pour quelque chose —, Kurosawa nous offre ici un film calme, volontairement plat, en délivrant des messages de prises de conscience toujours d'actualité. Le montage est lent, dans la lignée des précédentes productions du Kurosawa.
Kurosawa exploite les dernières avancées technologiques de l'époque en matière d'effets spéciaux pour filmer par exemple son double en train de courir dans les paysages à l'huile de Vincent Van Gogh.
Les plans sont souvent larges, très longs, pour une meilleure théâtralisation des discours soulevés. Durant la première moitié du film, de longues séquences contemplatives sont orchestrées par une caméra intelligemment placée et des décors digne de tableaux de peintres.
Lors des deux premiers rêves, des chorégraphies font penser au théâtre nô grâce aux costumes.
À partir de la deuxième moitié du film, l'onirisme est moins présent et fait place aux considérations écologiques.
Le jeu d'acteurs appuie la gravité des sujets abordés, surtout lors des monologues.
La musique de Shin'ichirō Ikebe n'a rien à envier à celles de Tōru Takemitsu, qui restait jusqu'alors la préférence de Kurosawa pour ses réalisations. Les mélodies sonnent toujours justes, avec là aussi, une profonde influence de la tradition nippone ; certaines ambiances trahissent le shakuhachi ou les temporalités des percussions du nô. La musique de la mort dans le rêve du bivouac, est particulièrement éloquente : une simple vocalise de soprano, imitant le shakuhachi ou une flûte imaginaire, sans paroles, sans aucun son.
L'ambiance sonore colle parfaitement à l'essence du film : des voix, des vents, des percussions.